# 肛瘘
肛瘘（英語：anal fistula，Fistula-in-Ano，Fistula Ani）是肛門管與肛門周圍皮膚之間細菌感染後的慢性病變，為一種瘘管。肛門瘻管可視為一個狹窄的通道，內端起源於肛門管之肛門腺，延伸至肛門周圍皮膚的外部開口。肛門瘻管常源自肛門周圍膿腫、直腸周圍膿腫的後續慢性變化。儘管肛門瘻管不一定有症狀，但如果沒有適當手術治療，無法自行消失。肛門瘻管也作「肛瘺」、「肛瘻」、「肛漏」。中國大陸作「直腸肛管瘻」，「肛瘻」。古时痔瘡與瘻管不分，又称为痔漏，臺灣台語稱「透腸」，先也有俗称“老鼠偷粪”。
在肛管直肠环(歯狀線)以上的瘘管，称为高位肛瘘，肛管直肠环(歯狀線)以下的称为低位肛瘘。瘻管如果不治療，可能會分支變成網狀形成多個瘻管外口。對於由克隆氏症或潰瘍性結腸炎引起的肛門瘻管，可能並不合適手術，因為除非原存在的疾病得到緩解，否則術後有容易復發瘻管的風險。

## 病變
肛門瘻管的病因一般以『隱窩腺假說』作說明：

肛門腺是位於肛門管的腺體，部份在肛門內括約肌和肛門外括約肌之間，並導流至肛管之位於齒狀線近端的肛隱窩。如果細菌侵入這些腺體，出口阻塞，可能引發感染。炎症如果擴大則形成肛門周圍膿腫，直腸周圍膿腫，再延伸，或穿過黏膜下、或穿過內外括約肌間，或穿過括約肌，乃至皮膚表面形成慢性管道，則成「肛門瘻管」。
肛門瘻管與肛周膿瘍可視為同一臨床疾病(anorectal infection)的不同階段之不同表現。肛門瘻管通常沒有特定原因，屬『自發性』。部份肛門瘻管患者之前有肛周膿瘍病史；部份肛周膿瘍患者日後有肛門瘻管。肛門膿瘍及肛門瘻管有不同深浅程度。
瘘管由增厚的纤维组织及肉芽組織组成一個狹窄的通道。如果瘻管內外開口封閉，可能導致細菌感染加劇；膿液積聚；可能引發膿瘍。然後膿液又穿開出口，暫時緩和。生成肉芽組織閉合瘻管外開口。——重複該過程，也可能外口封閉後另外形成多個外口。
肛瘘一般是肛窦感染形成肛周脓肿并破溃后所形成的，也有无明显脓肿形成而直接发展为肛瘘的。較不常見的原因包括：
- 克隆氏症－消化系統發炎的長期疾病
- 憩室炎－大腸側面突出的小袋感染
- 化膿性汗腺炎－一種導致膿瘍和疤痕的長期皮膚病
- 感染結核病或愛滋病
- 肛門附近手術的併發症

## 症狀與診斷

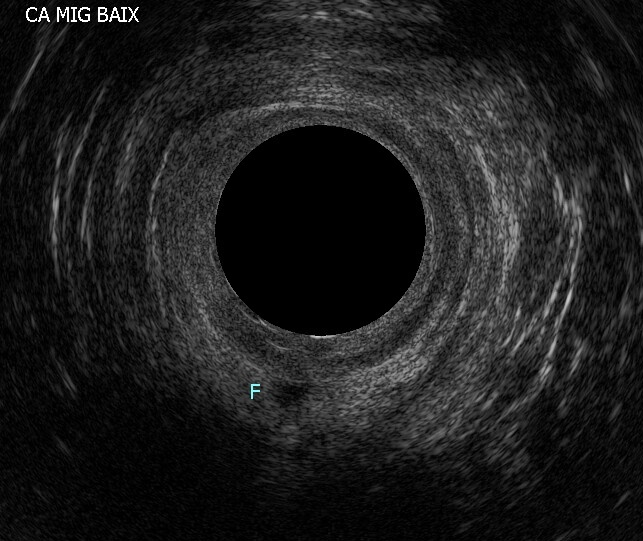
肛管下端之括約肌間瘻管的超音波影像。瘻管標有字母 F

### 症狀
通常有明顯的過往疼痛、或腫脹以及肛門直腸膿腫自發性或手術引流的病史。肛門瘻管的徵兆和症狀依盛行率排序如下：
1. 肛周分泌物
2. 疼痛
3. 腫脹
4. 出血
5. 刺激排便
6. 皮膚浸潤糜爛
7. 肛周外開口

其他如肛門搔癢。如伴隨肛門直腸膿腫時，則有膿瘍相關症狀。
瘻管本身不會自然癒合，但內外口可能閉合，繼而反覆出現腫脹、開口破裂、膿液滲出。有些存在多個外部次級開口。
在門診檢查可能發現：瘻管在皮膚上的外口；觸壓痛的區域；發紅、硬結、增厚的區域；在內外口出現分泌物等。深部的瘻管可能在直腸後部伴隨膿腫，故肛門指診時，深部肛門外括約肌後部感覺堅硬。

### 診斷
通常透過病史、症狀、診間肛診進行診斷。額外的檢查如，充分麻醉時，用瘻管探針作探查。當懷疑同時有肛門瘻管之外的問題，則配合肛門鏡檢查；瘻管造影；直腸鏡檢查來輔助診斷。當診斷不明確時進行其他如肛門超音波或核磁共振(MRI)等檢查。
代表瘻管可能屬複雜性的要點有：
- 發炎性腸道疾病(IBD)，憩室炎，曾接受放射治療（如攝護腺癌、婦癌或直腸癌），結核，類固醇治療，人類免疫缺乏病毒感染。

#### 鑑別診斷
對於出現肛門直腸疼痛和肛門周圍皮膚病變的患者，鑑別診斷包括：
- 肛門膿瘍－感染性直腸周圍病變的急性表現。
- 肛裂－肛管肛門表皮內壁的淺層線性撕裂。
- 肛門潰瘍–肉芽腫性疾病
- 化膿性汗腺炎–慢性毛囊閉塞性疾病
- 藏毛竇囊腫

## 分類
19 世紀末 20 世紀初，Goodsall 和 Miles、Milligan 和 Morgan、Thompson 和 Lockhart-Mummery 等傑出的醫師、外科醫生為肛門瘻管的治療做出了主要貢獻。這些醫生對這種疾病的發病機制和分類系統提出了理論。 
| 分類法                 | 分類別   | 各類別 |
| ---------------------- | -------- | --- |
| Parks分類法            | 四類     | （I 級）括約肌間、（II 級）經括約肌、（III 級）括約肌上、（IV 級）括約肌外 |
| 聖詹姆斯大學醫院分類法 | 五類     | （I 級）括約肌間，單純 （II級）括約肌間，複雜 ，伴有膿瘍或續發性管道、（III 級）經括約肌 、（IV 級）經括約肌，（複雜） 伴有坐骨直腸窩膿瘍或續發性管道 （V 級）提肛肌上或經提肛肌 |
| Garg評分系統           | 六個參數 | 在手術後3個月以兩項臨床和四項核磁共振參數評估瘻管癒合度 |
| 隅越分類               | 三個面向 | （壹）I型：未穿透括約肌（皮下、黏膜下）Ⅱ型：穿透內括約肌（肌間）Ⅲ 型：延伸至外括約肌以外至坐骨直腸窩（坐骨直腸窩瘻管）Ⅳ型：肛瘺超出外括約肌和提肛肌，延伸至骨盆直腸窩（骨盆腔直腸瘻管）（貳）歯状線上下分高位 H、低位 L、（參 ）瘻管有分枝、III型和IV型為複雜 C，其餘為單純 S 。ⅡLS型（肌間低位單純型）為臨床最常見。 |

Park's 分類：由 Parks等外科醫生於 1976 年提出。 聖詹姆斯大學醫院分類：在2000年由 Morris 等放射科醫生依核磁共振影像中，有無次要續發性管道、有無膿瘍，作分類。在日本，肛門瘻管稱『痔瘻』，臨床常用隅越分類法。

各類瘻管的比率（依Parks'分類）
- 括約肌間（~70%）：瘻管穿過括約肌間間隙，但不穿過外括約肌
- 經括約肌（25%）：瘻管從括約肌間隙穿過外括約肌，進入坐骨直腸窩
- 括約肌上瘻管（5%）：瘻管向上進入括約肌間間隙，越過恥骨直腸肌頂部，然後經由髂尾肌下降到坐骨直腸窩，然後到達皮膚
- 括約肌外（1%）：瘻管從會陰皮膚穿過坐骨直腸窩和肛提肌複合體進入直腸（即位於肛門外括約肌外）

## 治療
治療是手術。手術的目標有二：治癒瘻管與保留肛門功能。複雜的瘻管，這兩者有衝突。手術分：開放性手術（瘻管切開）、掛線法和其他(保留、避開括約肌)的手術方式。
依照瘻管分類位置決定手術方式。目前並無任何單一手術方式能夠適合所有類型的瘻管。

### 瘻管切開術（Fistulotomy）

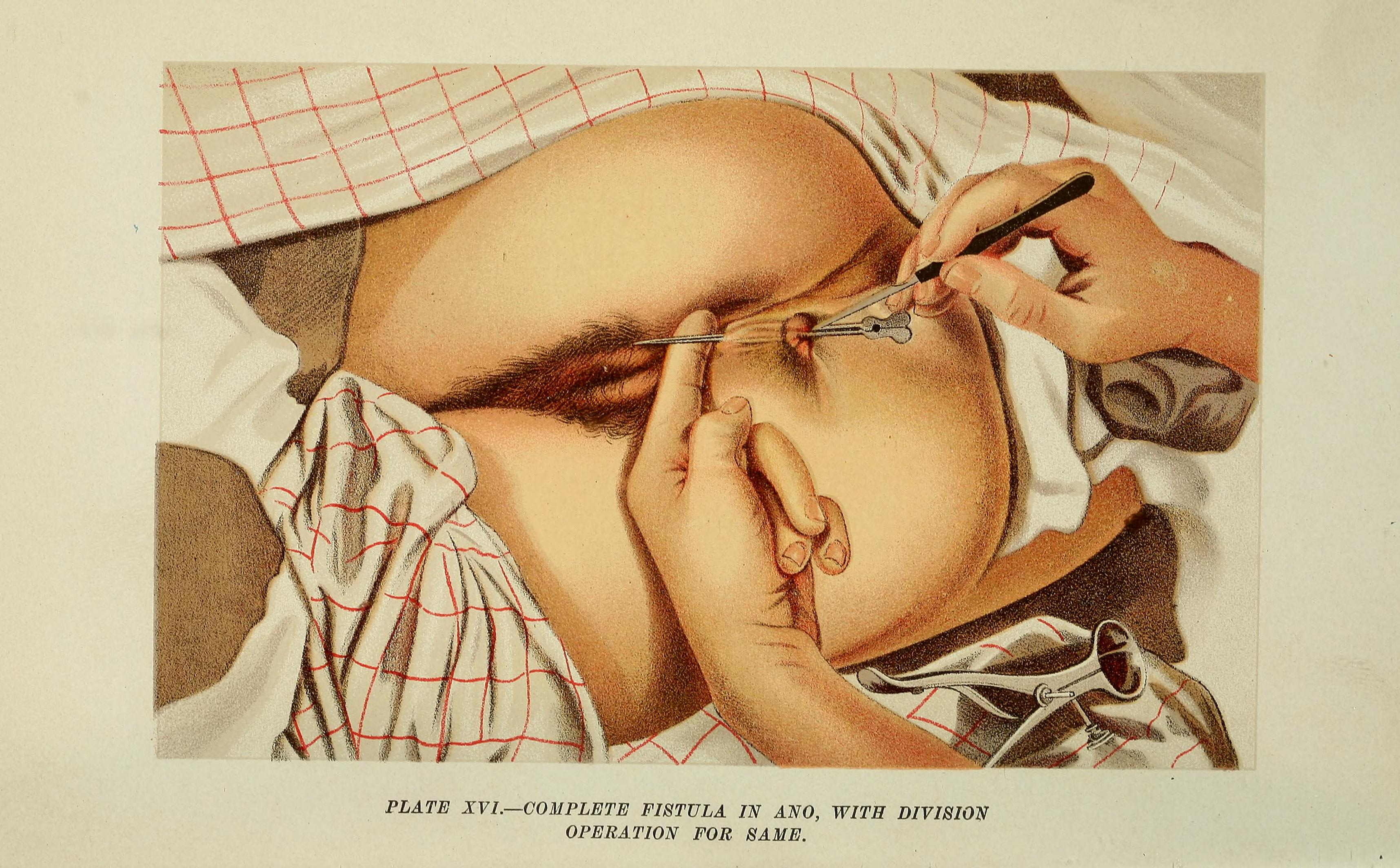
準備切開一個穿過凹槽指針的瘻管

是瘻管手術的標準作法。敞開、打開瘻管，Lay-open，是最常見的手術類型，也是治療多種瘻管最有效的首選方法，如果手術失禁風險偏高，可能建議採用其他手術。切開術沿著整個瘻管的長度切開，傷口保持開放性，從內而外慢慢癒合。手術後失禁的風險與瘻管相對於括約肌的位置有關。

### 掛線法（Seton）
在高位的瘻管穿過一大部分肛門括約肌，可能採用掛線法 (seton，由拉丁文 seta, 英文 "bristle")。掛線穿過括約肌中的瘻管，留在瘻管內數週以上。

切割式掛線為逐次收緊線，可以慢慢切開瘻管，慢慢癒合。收緊的掛線逐漸切斷括約肌並隨之癒合以減少括約肌斷口。在古埃及已使用這方法，希波克拉底在其書《瘻管》記載，他使用馬毛綁紮棉線束當掛線。

引流式掛線不收緊線，以保持瘻管暢通，排出膿液，同時避免切斷括約肌。

掛線採用橡皮筋、矽橡膠條、絲線。

### 其他的手術治療(sphincter-sparing procedures 保留、避開括約肌)
保留、避開括約肌的手術，復發率約 30%-50%，比瘻管切開、掛線法高，常需要多次手術。

#### 內直腸前進皮瓣 Endorectal Advancement flap procedure
切開或刮掉瘻管之括約肌外側部份，並用直腸皮瓣向下覆蓋原瘻管內孔位置。或與瘻管塞合併使用。或先行引流式掛線再進行皮瓣手術。

#### 肛門括約肌間廔管結紮術LIFT procedure
在內外兩層括約肌之間找出瘻管，將其結紮及括除從外括約肌到外口的瘻管。避開破壞肛門括約肌，適合複雜性肛門廔管、肛門廔管術後復發以及本身肛門括約肌功能較差。

#### 其他/微創
- 內視鏡消融術 Video-assisted anal fistula treatment (VAAFT)——"瘻管鏡"找出管道、內口、處置。
- 內視鏡Endoscopic clipping ——使用直腸內視鏡用夾子關閉內口
- 雷射手術Fistula laser closure (FiLaC) ——雷射光束破壞瘻管上皮來關閉瘻管。
- 纖維蛋白膠（英语：Fibrin glue）Fibrin glue封閉劑——原料來自混合人血漿，pooled human plasma。首先報告於1991年[28]。識別瘻管的管道、內外開口。將可生物降解的纖維蛋白膠緩慢注入清創後的管道。常見復發。由於其併發症低，考慮作為二線選擇或與其他手術結合。[29]
- 生體瘻管塞Bioprosthetic plug——報告於2006年[30]。長錐形栓塞，來自豬小腸壁組織，當作關閉內口、封閉瘻管管道的基質。 [31]

### 治療總結（美國結腸直腸外科醫師協會指引）2022年版[32][33][34]。
- 治療膿瘍要切開引流
- 單純性的肛門瘻管，正常的括約肌功能，宜開放式瘻管切開術治療
- 肛門瘻管治療可用內直腸前進皮瓣手術
- 可用 LIFT 括約肌間廔管結紮手術治療經括約肌瘻管
- 纖維蛋白膠、瘻管塞效果不好
- 切割式掛線可選擇性用於治療複雜的隱窩腺性肛門瘻管
- 內視鏡或雷射閉合治療具有合理的短期療效，但長期治癒率和復發率則未明
- 對於潛匿性膿瘍、復發性或複雜性瘻管、免疫抑制患者，克隆氏症患者，可考慮進行影像學檢查
- 可用直腸前進皮瓣手術或LIFT手術治療克隆氏症的瘻管。克隆氏症併發的瘻管應合併藥物及手術治療。在克隆氏症的綜合治療中引流式掛線用於局部瘻管化，有利長期控制病程。

### 瘻管治療策略[35]
| 瘻管類型      | 瘻管切開術 | 掛線 | LIFT括約肌間廔管結紮 | 內直腸前進皮瓣 | 纖維蛋白膠 | 瘻管塞 | 處理腹腔內或骨盆腔感染源 |
| ------------- | ---------- | ---- | -------------------- | -------------- | ---------- | ------ | ------------------------ |
| 表淺/括約肌間 | ★          |      |                      |                |            |        |                          |
| 低位經括約肌  | ★          | ★    | ★                    | ★              | ★          | ★      |                          |
| 高位經括約肌  |            | ★    | ★                    | ★              | ★          | ★      |                          |
| 括約肌上      |            | ★    |                      | ★              |            | ★      | ★                        |
| 括約肌外      |            |      |                      |                |            | ★      | ★                        |

## 手術的風險
- 感染－嚴重病例可能需要住院治療
- 瘻管復發－有時瘻管手術仍會復發
- 腸道失禁－儘管嚴重失禁的情況很少見，這是大多數治療的潛在風險
- 風險等級取決於瘻管的位置以及所進行的特定手術類型。

### 復發
通常定義手術成功為肛門傷口完全上皮化癒合，無殘留管道、無內外部開口、無肛門周圍分泌物。若是手術後出現瘻管可分為三類：持續存在是指手術後超過六個月仍無法完全癒合。復發是完全癒合，一年內再次出現瘻管。新生瘻管是指癒合後，超過一年出現的瘻管。這三者統稱復發。復發的瘻管再次手術比一般手術後有更高的復發風險。